# ديفيد هارمان
ديفيد هارمان (بالإنجليزية: David B. Harman)‏ هو مجدف أمريكي، ولد في القرن العشرين.

## وصلات خارجية
- ديفيد هارمان على موقع الاتحاد الدولي للتجديف (الإنجليزية)